# Nevio Orlandi
Nevio Orlandi (Casalmaggiore, 30 gennaio 1954) è un allenatore di calcio ed ex calciatore italiano, di ruolo difensore.

## Carriera

### Giocatore
Da giocatore ha militato dapprima nel Vigevano per quattro stagioni in Serie C e una in D e poi nel Licata per una stagione in Serie C2. Ha poi giocato in Serie C2 nell'Akragas, squadra di cui ha vestito la maglia in totale per sette stagioni, tra cui la stagione 1983-1984 in Serie C1.

### Allenatore
Arriva alla Reggina nel 1988 e lavora nel settore giovanile del club fino al 1993-1994, facendo anche l'allenatore in seconda di Nevio Scala nella stagione di Serie B 1988-1989; in quegli anni allena anche Sergio Quinto Campolo; Francesco Cozza; Emilio Belmonte; Fabio Di Sole; Domenico Toscano; Francesco Marino e Alex Visentin, che fece la spola con la prima squadra.
Dal campionato 1994-1995 al campionato 1995-1996 guida la squadra Primavera composta da calciatori come Bruno Cirillo; Emanuele Belardi; Salvatore Lanna; Simone Perrotta; Alessandro Monticciolo.
Nel 1996 gli viene assegnata la panchina della prima squadra del Potenza, militante in Serie D, con la quale ottiene il quarto posto.
Nel 1997 si accorda con il Toma Maglie, sempre in Serie D; termina il campionato all'undicesimo posto.
Rientrato alla Reggina, dal 1998 al 2001 è il vice prima di Elio Gustinetti e poi di Bruno Bolchi (on cui centra, nel 1999, la prima storica promozione in Serie A della squadra amaranto) e di Franco Colomba in Serie A. Nel 2000-2001 ottiene una panchina in massima serie come sostituto di Colomba in Reggina-Roma 0-0.
Dal 2001 al 2002-2003 allena nuovamente la Reggina Primavera.
Nella stagione 2003-2004 è allenatore del Vittoria, club di Serie C2 con cui ottiene inaspettatamente la prima storica e tuttora unica promozione in C1. Viene confermato sulla panchina del club siciliano anche per la stagione successiva, ma viene esonerato dopo sei giornate per divergenze con la nuova società, da poco subentrata.

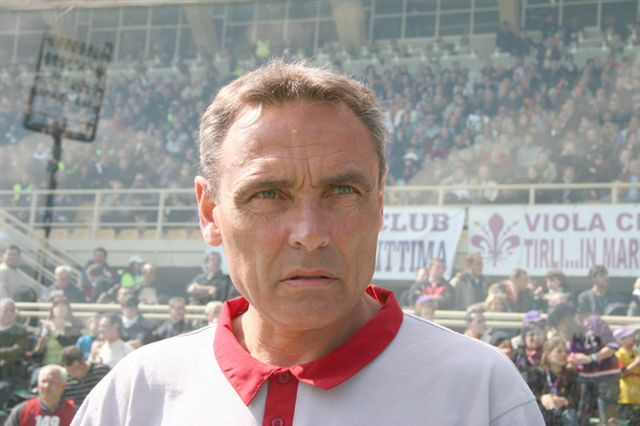
Nevio Orlandi

Tornato alla Reggina, nella stagione 2004-2005 diviene allenatore della formazione Giovanissimi, allenando tra gli altri Nicolas Viola. Per la stagione 2006-2007 è allenatore della formazione Primavera della Reggina, in cui figurano Nicolas Viola e Daniel Beichler. Nella stagione successiva inizia come osservatore della squadra amaranto, portando a Reggio Calabria, nel gennaio 2007, l'attaccante Cristhian Stuani, che ha visionato più volte in Uruguay. Il 3 marzo 2008 viene sorprendentemente chiamato ad allenare la prima squadra dopo l'esonero di Renzo Ulivieri.

Il suo esordio in serie A da primo allenatore avviene l'8 marzo 2008 al Meazza contro l'Inter, proprio alla vigilia del centenario della squadra milanese, in uno stadio fervente di festeggiamenti. La Reggina perde per 2-0, ma la prestazione offerta lascia ben sperare. L'esordio al Granillo avviene invece il 16 marzo 2008, in Reggina-Siena. Grazie alla vittoria per 4-0, la più ampia registrata dal club reggino in Serie A, Orlandi rinfocola le speranze di salvezza. L'11 maggio 2008 riesce nell'impresa di centrare la salvezza con la squadra amaranto, con una giornata di anticipo rispetto alla fine del campionato, battendo l'Empoli in casa per 2-0. In 12 partite, Orlandi ottiene 18 punti.
Confermato anche per la stagione 2008-2009, dopo 16 giornate e soli 12 punti ottenuti viene esonerato il 16 dicembre 2008 e sostituito da Giuseppe Pillon. Il 25 gennaio 2009 viene richiamato alla guida della squadra amaranto, ma non viene riconfermato a fine stagione, dopo la retrocessione in Serie B, malgrado il rendimento nel girone di ritorno sia stato migliore.
Il 4 marzo 2013, a quattro anni dall'ultima esperienza con una prima squadra, viene chiamato alla guida del Barletta, dopo l'esonero di Raffaele Novelli.
Conclude il campionato in quattordicesima posizione e vince i play-out contro l'Andria, ottenendo così la salvezza. Viene così confermato anche per la stagione seguente, assieme al preparatore atletico Luigi Mondilla.
Il 4 aprile 2014 viene sollevato dall'incarico dopo la sconfitta casalinga per 6-1 rimediata contro il Benevento, assieme al preparatore atletico Luigi Mondilla e al direttore generale e sportivo Gabriele Martino.
All'inizio della stagione 2015-2016 viene nominato allenatore del Chieti, dove rimane fino alla fine di dicembre, quando la squadra venne radiata a seguito del ritiro dal campionato. Successivamente, l'11 febbraio 2016, viene nominato allenatore del Grosseto, in Serie D. Terminerà il campionato al secondo posto.
Il 17 novembre 2017 subentra a Salvatore Campilongo sulla panchina della Vibonese, alla cui guida, il 13 maggio 2018 allo stadio Oreste Granillo, davanti a circa tremila tifosi vibonesi, giadagna una storica promozione in Serie C, senza necessità di ripescaggio per la società calabrese, nello spareggio promozione contro il Troina. Nel 2018-2019 guida i suoi alla salvezza.
Il 6 marzo 2021 subentra a Vincenzo Feola sulla panchina del Casarano, club pugliese di Serie D. Il 25 maggio dello stesso anno viene esonerato per fare spazio al rientrante Feola.
Il 14 febbraio 2022 subentra all'esonerato Gaetano D'Agostino sulla panchina della Vibonese , con la squadra all'ultimo posto del girone C della Serie C.

## Statistiche

### Statistiche da allenatore
Statistiche aggiornate al 24 aprile 2022. In grassetto le competizioni vinte.
| Stagione        | Squadra         | Campionato      | Campionato | Campionato | Campionato | Campionato | Coppe nazionali | Coppe nazionali | Coppe nazionali | Coppe nazionali | Coppe nazionali | Coppe continentali | Coppe continentali | Coppe continentali | Coppe continentali | Coppe continentali | Altre coppe | Altre coppe | Altre coppe | Altre coppe | Altre coppe | Totale | Totale | Totale | Totale | % Vittorie | Piazzamento              |
| Stagione        | Squadra         | Comp            | G          | V          | N          | P          | Comp            | G               | V               | N               | P               | Comp               | G                  | V                  | N                  | P                  | Comp        | G           | V           | N           | P           | G      | V      | N      | P      | %          | Piazzamento              |
| --------------- | --------------- | --------------- | ---------- | ---------- | ---------- | ---------- | --------------- | --------------- | --------------- | --------------- | --------------- | ------------------ | ------------------ | ------------------ | ------------------ | ------------------ | ----------- | ----------- | ----------- | ----------- | ----------- | ------ | ------ | ------ | ------ | ---------- | ------------------------ |
| 1996-1997       | Potenza         | CND             | 34         | 15         | 10         | 9          | CI-Dil.         | 2               | 1               | 0               | 1               | -                  | -                  | -                  | -                  | -                  | -           | -           | -           | -           | -           | 36     | 16     | 10     | 10     | 44,44      | 4º                       |
| 1997-1998       | Toma Maglie     | CND             | 36         | 14         | 7          | 15         | CI-Dil.         | 4               | 1               | 1               | 2               | -                  | -                  | -                  | -                  | -                  | -           | -           | -           | -           | -           | 40     | 15     | 8      | 17     | 37,50      | 11º                      |
| nov. 2003-2004  | Vittoria        | C2              | 21+4       | 11+1       | 7+2        | 3+1        | CI-C            | -               | -               | -               | -               | -                  | -                  | -                  | -                  | -                  | -           | -           | -           | -           | -           | 25     | 12     | 9      | 4      | 48,00      | Sub., 3º (prom.)         |
| lug.-ott. 2004  | Vittoria        | C1              | 5          | 1          | 1          | 3          | CI-C            | 4               | 3               | 1               | 0               | -                  | -                  | -                  | -                  | -                  | -           | -           | -           | -           | -           | 9      | 4      | 2      | 3      | 44,44      | Eson.                    |
| Totale Vittoria | Totale Vittoria | Totale Vittoria | 30         | 13         | 10         | 7          |                 | 4               | 3               | 1               | 0               |                    | -                  | -                  | -                  | -                  |             | -           | -           | -           | -           | 34     | 16     | 11     | 7      | 47,06      |                          |
| mar.-giu. 2008  | Reggina         | A               | 12         | 5          | 3          | 4          | CI              | -               | -               | -               | -               | -                  | -                  | -                  | -                  | -                  | -           | -           | -           | -           | -           | 12     | 5      | 3      | 4      | 41,67      | Sub., 17º                |
| 2008-2009       | Reggina         | A               | 34         | 6          | 12         | 16         | CI              | 3               | 2               | 1               | 0               | -                  | -                  | -                  | -                  | -                  | -           | -           | -           | -           | -           | 37     | 8      | 13     | 16     | 21,62      | Eson., Sub., 19º (retr.) |
| Totale Reggina  | Totale Reggina  | Totale Reggina  | 46         | 11         | 15         | 20         |                 | 3               | 2               | 1               | 0               |                    | -                  | -                  | -                  | -                  |             | -           | -           | -           | -           | 49     | 13     | 16     | 20     | 26,53      |                          |
| mar.-giu. 2013  | Barletta        | 1D              | 8+2        | 3+2        | 4          | 1          | CI+CI-LP        | -               | -               | -               | -               | -                  | -                  | -                  | -                  | -                  | -           | -           | -           | -           | -           | 10     | 5      | 4      | 1      | 50,00      | Sub., 14º                |
| 2013-apr. 2014  | Barletta        | 1D              | 28         | 4          | 9          | 15         | CI-LP           | 4               | 2               | 0               | 2               | -                  | -                  | -                  | -                  | -                  | -           | -           | -           | -           | -           | 32     | 6      | 9      | 17     | 18,75      | Eson.                    |
| Totale Barletta | Totale Barletta | Totale Barletta | 38         | 9          | 13         | 16         |                 | 4               | 2               | 0               | 2               |                    | -                  | -                  | -                  | -                  |             | -           | -           | -           | -           | 42     | 11     | 13     | 18     | 26,19      |                          |
| feb.-mag. 2017  | Grosseto        | D               | 11+1       | 8          | 0          | 3+1        | CI-D            | -               | -               | -               | -               | -                  | -                  | -                  | -                  | -                  | -           | -           | -           | -           | -           | 12     | 8      | 0      | 4      | 66,67      | Sub., 2º                 |
| nov. 2017-2018  | Vibonese        | D               | 23+5       | 18+3       | 5+1        | 0+1        | CI-D            | -               | -               | -               | -               | -                  | -                  | -                  | -                  | -                  | -           | -           | -           | -           | -           | 28     | 22     | 5      | 1      | 78,57      | Sub., 1º (prom.)         |
| 2018-2019       | Vibonese        | C               | 36         | 10         | 12         | 14         | CI-C            | 2               | 0               | 1               | 1               | -                  | -                  | -                  | -                  | -                  | -           | -           | -           | -           | -           | 38     | 10     | 13     | 15     | 26,32      | 14º                      |
| mar.-mag. 2021  | Casarano        | D               | 13         | 4          | 4          | 5          | -               | -               | -               | -               | -               | -                  | -                  | -                  | -                  | -                  | -           | -           | -           | -           | -           | 13     | 4      | 4      | 5      | 30,77      | Sub., Eson.              |
| feb.-giu. 2022  | Vibonese        | C               | 12         | 1          | 2          | 9          | CI-C            | -               | -               | -               | -               | -                  | -                  | -                  | -                  | -                  | -           | -           | -           | -           | -           | 12     | 1      | 2      | 9      | &8,33      | Sub., 19º (retr.)        |
| Totale Vibonese | Totale Vibonese | Totale Vibonese | 76         | 32         | 20         | 24         |                 | 2               | 0               | 1               | 1               |                    | -                  | -                  | -                  | -                  |             | -           | -           | -           | -           | 78     | 32     | 21     | 25     | 41,03      |                          |
| Totale carriera | Totale carriera | Totale carriera | 285        | 106        | 79         | 100        |                 | 19              | 9               | 4               | 6               |                    | -                  | -                  | -                  | -                  |             | -           | -           | -           | -           | 304    | 115    | 83     | 106    | 37,83      |                          |

## Palmarès

### Giocatore

#### Competizioni nazionali
- Serie D: 1

Akragas: 1980-1981 (Girone I)

### Allenatore

#### Competizioni interregionali
- Serie D: 1

Vibonese: 2017-2018 (Girone I)